# Kusze
Kusze – wieś w Polsce położona w województwie podkarpackim, w powiecie niżańskim, w gminie Harasiuki.
| SIMC    | Nazwa    | Rodzaj    |
| ------- | -------- | --------- |
| 1042779 | Borowina | część wsi |

W latach 1975–1998 miejscowość administracyjnie należała do województwa tarnobrzeskiego.
Wieś jest sołectwem w gminie Harasiuki. 
Wierni Kościoła rzymskokatolickiego należą do parafii Matki Bożej Królowej Polski w Hucisku.